# Volta (region)
Volta je region v Ghaně. Dostal jméno podle přehradní nádrže Volty. Hlavním městem je Ho. Nejrozšířenějším etnikem je Ewe, kteří hovoří evevštinou.

## Distrikty
V závorce je uvedeno hlavní město.
- Adaklu (Adaklu Waya)
- Afadjato (Ve Golokwati)
- Agotime Ziope (Kpetoe)
- Akatsi Sever (Ave Dakpa)
- Akatsi Jih (Akatsi)
- Biakoye
- Centrální Tongu (Adidome)
- Ho
- Ho Západ
- Hohoe
- Jasikan
- Jižní Dayi
- Jižní Tongu
- Kadjebi
- Keta
- Ketu Jih
- Ketu Sever
- Kpando
- Krachi Východ
- Krachi Nchumuru
- Krachi Západ
- Nkwanta Sever
- Nkwanta Jih
- Severní Dayi
- Severní Tongu